# بلدية بافيلوستا
بلدية بافيلوستا هي بلدية في لاتفيا، بلغ عدد سكانها 2,616  نسمة وذلك حسب إحصائيات سنة 2017.

## التقسيمات الإدارية
- بافيلوستا.